# Сучевень (Васлуй)
Сучевень, Сучевені (рум. Suceveni) — село у повіті Васлуй в Румунії. Входить до складу комуни Богдана.
Село розташоване на відстані 262 км на північний схід від Бухареста, 12 км на південний захід від Васлуя, 69 км на південь від Ясс, 127 км на північ від Галаца.

## Населення
За даними перепису населення 2002 року у селі проживали 267 осіб, усі — румуни. Усі жителі села рідною мовою назвали румунську.